# Grégoire V
Pour les articles homonymes, voir Grégoire V de Constantinople.
Le pape Grégoire V est né en 973, probablement à Stainach sur l'Enns, dans la marche de Styrie (actuellement en Autriche). Prince de la dynastie franconienne et fils du duc Othon de Carinthie, il est nommé pape par Otton III qu'en retour il couronne empereur du Saint-Empire. Son pontificat dure de mai 996 au 18 février 999. Il est le 138e pape.

## Biographie

### Origines
Grégoire V, nom d'origine Bruno de Carinthie (en allemand : Bruno von Kärnten), est originaire de Stainach en Styrie, une résidence de son père Othon de Worms et de son épouse Judith, fille du duc Arnulf Ier de Bavière. Son père, nommé duc de Carinthie en 978, est un petit-fils de l'empereur Otton Ier dont il porte le prénom. C'est aussi le cousin d'Otton III, élu roi des Romains en 983 et sacré empereur en 996. 
Bruno est le deuxième fils du couple ; son frère aîné Henri est le père du futur empereur Conrad II le Salique. Son frère cadet Conrad succédait à leur père en tant que duc de Carinthie en 1004.

### Désignation au pontificat
Bruno est éduqué à Worms par l'archevêque Willigis de Mayence avec un autre professeur qui était Johannes Philagathos, qui deviendra Jean XVI, considéré comme antipape (997 à 998).
Il exerce d'abord comme vicaire à Worms et accompagne en mars 996, en tant que vicaire de la cour royal, avec l'archevêque Willigis et l'évêque Hildebold, son roi et cousin Otto III durant son premier voyage à Rome. En effet, il se rend en Italie afin de se faire couronner, mais aussi pour répondre à l'appel à l'aide du pape Jean XV, agressé et chassé de Rome par le préfet Crescentius et ses partisans. Le pape Jean XV meurt début avril 996. Otton III n'est pas encore à Ravenne lorsqu'il désigne comme candidat au titre de souverain pontife, son parent et chapelain privé, Bruno de Carinthie, et le fait accompagner par l'archevêque de Mayence Willigis et l'évêque Hildebold jusqu'à Rome. Il y est reçu avec honneur et élu par le clergé et le peuple. Il est consacré pape le 3 mai 996 et prend le nom de Grégoire V, en hommage à Grégoire Ier, l'un des Pères de l'Église. Il est le premier pape d'origine germanique à recevoir la tiare papale. À 23 ans, il est le 138e pape reconnu par l'Église catholique romaine.

### Pontificat

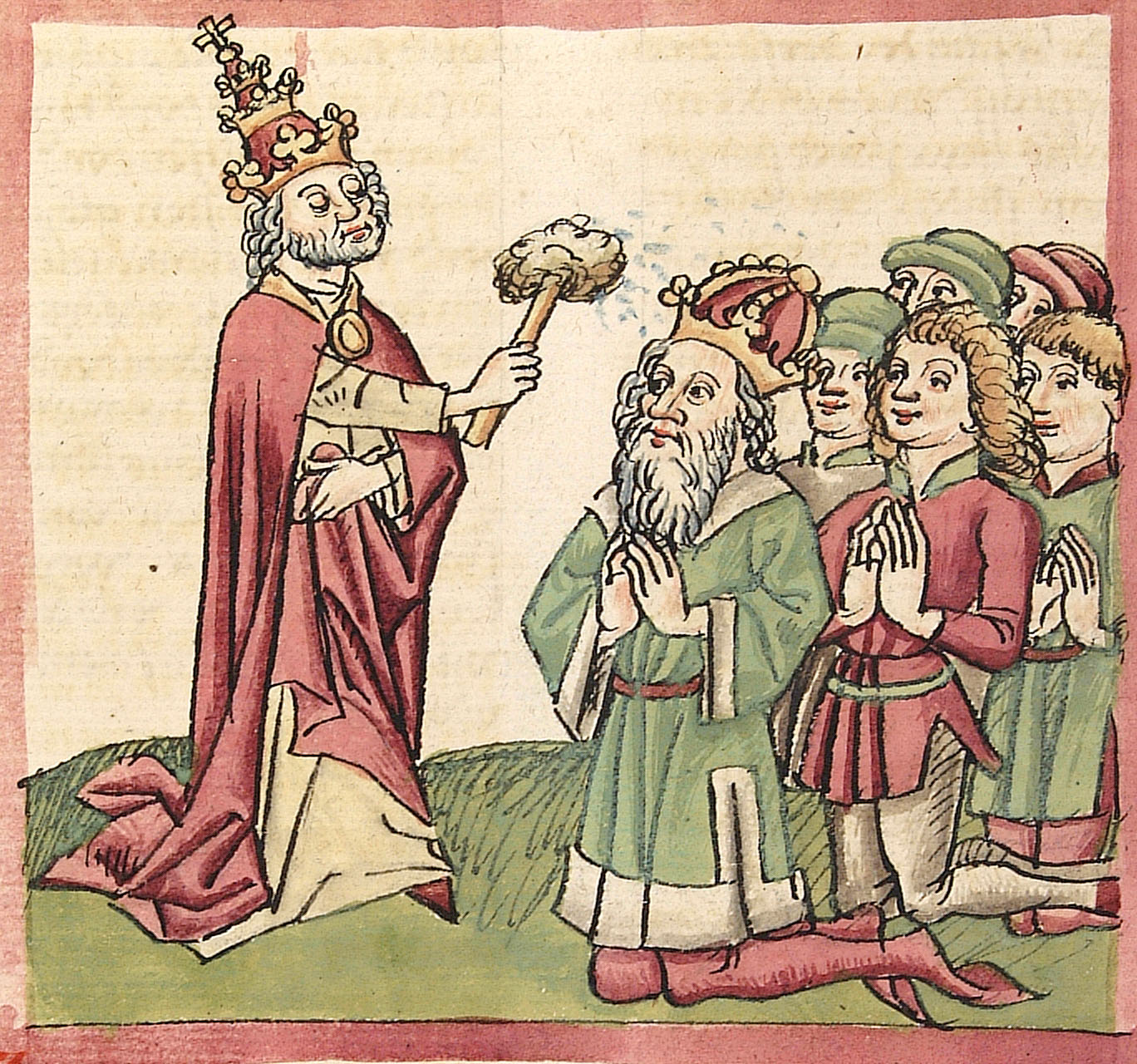
Grégoire V couronne empereur Otton III, enluminure des chroniques de Martin d'Opava (XVe siècle).

Les premières semaines de son pontificat sont principalement orientées dans les préparatifs pour le couronnement d'Otton III, qui a lieu des mains de Grégoire V, le 21 mai 996, jour de l'Ascension. Le lendemain, grâce à l'intervention de Grégoire V, Otton III pardonne à Crescentius, le préfet de la ville, qui avait été condamné à l'exil.
Au milieu de l'agitation des cérémonies du couronnement, sont convoqués un synode à Pavie et un concile à Rome : ils se distinguent par le fait, qu'en raison de la coopération étroite entre l'empereur et le pape, apparaît une coprésidence du synode et la double signature des décrets. Lors du concile de Rome, les principales discussions portent sur le grand schisme d'Orient qui a commencé en 991, lors du concile de Reims.  Quand l'empereur, en août 996, quitte l'Italie, il confie au marquis de Tuscia et Conrad Hugues, comte de Spolète et de Camerino, la tâche de soutenir militairement le pape. Il donne à Conrad, sept comtés de la Pentapole, sur lesquels, la souveraineté du pape et de l'empereur n'est pas clairement accordée.
Le nouveau pape diffère par sa conduite exemplaire. Les croyants placent de grands espoirs en lui, car la fin du premier millénaire approche, avec les nombreuses craintes d'un jugement de Dieu et le souci de la fin du monde réunis.

## Éviction et retour deGrégoireV
Dans les derniers jours du mois de septembre 996, quelques mois seulement après avoir été gracié par l'empereur Otton III, l'ancien préfet Crescentius entreprend de faire chasser Grégoire V de Rome. Celui-ci fuit à Spolète. Crescentius complote avec l'archevêque de Plaisance et l'ancien conseiller de Théophano, Jean Philagathos, et fait élire ce dernier (considéré actuellement comme antipape) sous le nom de Jean XVI.
La révolte de Crescentius est définitivement écrasée par Otton III, qui marche une fois de plus sur Rome, en février 998. Crescentius est décapité. Jean XVI s'enfuit, mais les troupes impériales le pourchassent puis le capturent, lui coupent le nez et les oreilles, lui arrachent la langue et l'aveuglent, l'empêchant ainsi d'écrire et l'humilient publiquement devant Otton III et Grégoire V, avant de l'enfermer dans un monastère romain. Jean XVI est, par la suite, envoyé dans le monastère de Fulda, en Germanie, où il meurt vers 1001 (ou 1013, selon certaines sources). Grégoire V reprend son siège à Rome, mais le châtiment exemplaire, à l'encontre de Jean XVI et Crescentius, leur vaut la malédiction de l'ermite Nil de Rossano.
Grégoire meurt à Rome, le 18 février 999, probablement de paludisme à l'âge de 27 ans. Selon certains, il pourrait avoir été empoisonné. Il est enterré dans les tombes papales dans l'antique basilique Saint-Pierre, à côté d'Otton II, qui est le seul empereur du Saint-Empire romain à mourir à Rome et à être enterré dans l'antique basilique vaticane.

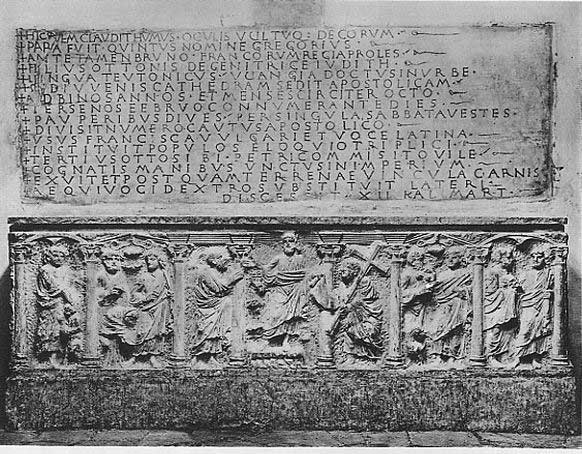
La tombe de Grégoire V dans la nécropole papale de la basilique Saint-Pierre (Vatican).